# Marellia
Marellia is een geslacht van rechtvleugeligen uit de familie veldsprinkhanen (Acrididae). De wetenschappelijke naam van dit geslacht is voor het eerst geldig gepubliceerd in 1929 door Uvarov.

## Soorten
Het geslacht Marellia  is monotypisch en omvat slechts de volgende soort:
- Marellia remipes (Uvarov, 1929)